# Pośrednie Małołąckie Siodło
Pośrednie Małołąckie Siodło (ok. 1770 m) – niewielka przełączka w północno-zachodniej grani Małołączniaka w polskich Tatrach Zachodnich. Znajduje się w krótkiej, trawiasto-kosówkowej grzędzie, która odgałęzia się nieco powyżej Kobylarzowego Siodełka od Czerwonego Grzbietu i łagodnie opada w kierunku północno-wschodnim. Przełączka ta oddziela Pośrednią Małołącką Turnię od grzędy Czerwonego Grzbietu.
Na obie strony opadają z niej dwa żlebki; na północną stronę jedna z odnóg Żlebu Pronobisa, na wschodnią niewielki żlebek, opadający do północnej depresji pomiędzy Pośrednią Małołącką Turnią a Wielką Turnią. W dolnej części jest on podcięty bardzo stromym, około 10-metrowym progiem, który jednak można obejść.
Wszystkie wyjścia na Pośrednie Małołąckie Siodełko są łatwe i latem na pewno chadzano nimi już w czasach pasterskich.
Pierwsze przejście zimowe ze Żlebu Pronobisa oraz Skrytym Żlebem od Małołąckiego Ogrodu: Władysław Cywiński, 22 lutego 1990.